# Peter Eastgate
Peter Eastgate (urodzony 13 grudnia 1985) – duński profesjonalny pokerzysta, który zwyciężył w turnieju głównym World Series of Poker 2008, stając się najmłodszym triumfatorem tego turnieju w historii. Rok później zdetronizował go Joe Cada

## WSOP 2008
W 2008 Eastgate'owi udało się zakwalifikować do turnieju głównego WSOP 2008 poprzez znaną brytyjską firmę hazardową. Doszedł do stołu finałowego mając 18,375,000 w żetonach, co dawało mu czwarte miejsce, a razem z Rosjaninem Ivanem Demidovem zagrał w heads-up. W finałowym rozdaniu jego A♦ 5♠ dało mu strita przy kartach wspólnych  2♦ K♠ 3♥ 4♣ 7♠ i pokonało 4♥ 2♥ Demidova (dwie pary). Eastgate zwyciężył, inkasując $9,119,517 co jest drugą wygraną w historii WSOP.

## Inne sukcesy
Oprócz WSOP, jego największe sukcesy to drugie miejsce w EPT Londyn w 2009 roku (£530,000) oraz zwycięstwo w turnieju bocznym podczas PCA 2009 ($343,000).

## Koniec kariery
6 czerwca 2010 roku Eastgate zapowiedział koniec swojej pokerowej kariery, tłumacząc swoją decyzję utratą motywacji do gry.